# Xã Malta, Quận Big Stone, Minnesota
Xã Malta (tiếng Anh: Malta Township) là một xã thuộc quận Big Stone, tiểu bang Minnesota, Hoa Kỳ. Năm 2010, dân số của xã này là 98 người.